# Randburg Hockey Stadium
Randburg Hockey Stadium je stadion za hokej na travi.
Nalazi se u Južnoafričkoj Republici, u gradu Johannesburgu.
Od velikih natjecanja u hokeju na travi, na ovom se stadionu 2002., odigrao Champions Challenge za žene, a 2003. godine odigrao Champions Challenge za muške.